# Llengües tolateques
Les llengües tolateques o  llengües tequistlateca-jicaques formen una família lingüística indígena d'Amèrica parlada al sud de Mèxic (estat d'Oaxaca) i Hondures (Departament de Francisco Morazán), per unes 4.500 persones en total.

## Classificació
Tradicionalment s'havia considerat a les llengües jicaque-tol com a part de les hoka sobre una evidència d'unes poques desenes de paraules. No obstant això, Campbell (1974) amb una col·lecció de dades de major qualitat i més extensa pel jicaque va demostrar convicentment el parentiu de les llengües jicaque amb les llengües tequistlateques. Com indicidentalment el tequistlateca havia estat relacionat amb les llengües hoka, això suggereix un vincle de la llengües tequistlateco-*icaques amb el hokaencara que això no ha estat provat de manera convincent.

### Llengües de la família
Les llengües agrupades dins d'aquesta família són:
- Les llengües tequistlateques que inclouen:
  - El Tequistlateca, pròpiament dit, que està probablement extint.
  - El Chontal d'Oaxaca de les terres baixes o huamelulteca.
  - El Chontal d'Oaxaca de les terres altes.
- Les llengües jicaque-tol que inclouen:
  - El jicaque oriental, tol o tolupán.
  - El jicaque occidental.

### Relació amb altres llengües
Com s'ha assenyalat molts lingüistes consideren possible que les llengües tequistlateca-jicaque estiguin relacionades amb la controvertida família hoka. Oltragge (1977) ha tractat de relacionar el jicaque amb el tlapaneca-subtiaba però l'evidència en favor és feble i no concloent.

## Descripció lingüística

### Comparació lèxica
La següent llista mostra alguns cognats entre el proto-jicaque i el tequistlateca:
| GLOSSA   | Proto-jicaque | Tequistlateca |
| -------- | ------------- | ------------- |
| cendra   | *(p)ɨpʰɨh     | -abi          |
| barba    | ʦʼɨk          | -šigo         |
| molts    | *pɨlɨk        | aš-pelaʔ      |
| sang     | *kʼaʦ         | -hwáʦʼ        |
| blau     | *ʦʼuh         | -šuih         |
| os       | *kʰele        | -gaɬ          |
| cremar   | *-pe          | -biʔ          |
| ou       | *pehy         | -biʔe         |
| greix    | *pɨneh        | ifuŋgi        |
| marit    | kewan         | -guweʔ        |
| iguana   | *hepWe        | -weboʔ        |
| terra    | *amah         | -amáʦʼ        |
| llavor   | setel         | -giʦalaʔ      |
| pell     | polok         | -biɬʼ         |
| parlar   | *wele         | -balay-       |
| esquirol | *(ʦʼ)ɨʦʼɨh    | ʦʼeʦʼeʔ       |
| pedra    | *pe           | -bik          |
| coatí    | peyom         | -š-piyami     |
| llengua  | *pelam        | -báɬ          |
| rentar   | *-paʔ         | -ba-          |
| blanc    | *pHe          | -fuh-         |
| cap      | *-hwak        | fha (< *Wak)  |
| (Plural) | -Vk           | -kʼ           |

Aquesta taula inclou les correspondèncias fonètiques /l/-/l/, /p/-/b/, /p/-/f/, /ʦ(ʼ)/-/š/, /k/-/g/, /m/-/m/ i /hw/ - /W/.